# Religioses de Maria Immaculada (Servei Domèstic)
Les Religioses de Maria Immaculada, conegudes com a Religioses de Maria Immaculada del Servei Domèstic (en castellà Religiosas de María Inmaculada - Servicio Doméstico), són un institut religiós femení de dret pontifici, concretament una congregació religiosa les germanes de la qual posposen al seu nom les sigles R.M.I.
No s'han de confondre amb les Religioses de Maria Immaculada Missioneres Claretianes, congregació fundada en 1855 per Maria Antònia París i sant Antoni Maria Claret.

## Història

### Orígens
En 1853 Eulalia Vicuña de Riega va obrir a Madrid "La Casita", un pis destinat a hostatjar i donar assistència a les joves que havien estat ingressades als hospitals de Madrid i que en sortien sense treball ni ingressos, i per a ajudar a les noies que deixaven el camp per anar a ciutat a treballar, generalment al servei domèstic de cases bones de la capital. A la casa podien viure plegades i, sota la supervisió d'una dona, rebre instrucció bàsica i orientació, a més de trobar un lloc on treballar-hi. Se n'ocupaven dones laiques, habitualment de famílies burgeses benestants, que formaven part d'una associació laica coneguda com a Congregació de la Doctrina Cristiana. També, aquest cop amb pagament, oferien educació a noies de bona família.

### Fundació
La neboda d'Eulalia, Vicenta María López y Vicuña (1847-1890), que havia viscut amb la seva tia i tenia vocació religiosa, va decidir d'ampliar l'obra de la seva tia. Amb l'ajut del jesuïta Victorio Medrano, va formar una congregació religiosa que pogués fer-se càrrec d'atendre més joves. El 18 d'abril de 1876 va obtenir-ne l'aprovació diocesana i l'11 de juny van rebre l'hàbit les tres primeres germanes (Pilar de los Ríos, María Patrocinio de Pazos i la fundadora), de mans de Ciríaco María Sancha y Hervás. Naixia així la congregació de les Religioses de la Immaculada Concepció, ja que va posar-se sota la protecció d'aquesta advocació mariana.
Les constitucions, escrites per Vicuña amb l'ajut de Medrano, van ésser aprovades en 1882 per l'arquebisbe de Toledo. El decretum laudis pontific va arribar el 18 d'abril de 1888, signat per Lleó XIII, i l'aprovació definitiva de les constitucions, el 12 de setembre de 1904.
L'11 de juny de 1876 va néixer aquest institut, format per ella mateixa i dues dones més:. De mica en mica, s'hi reben sol·licituds per ingressar-hi i sis dones més, després d'un temps de formació, s'hi afegeixen. La congregació va estendre's i el 1890 ja tenia cinc cases a Saragossa, Jerez, Barcelona, Burgos i Madrid, i després per Europa i Hispanoamèrica.

## Activitat i difusió

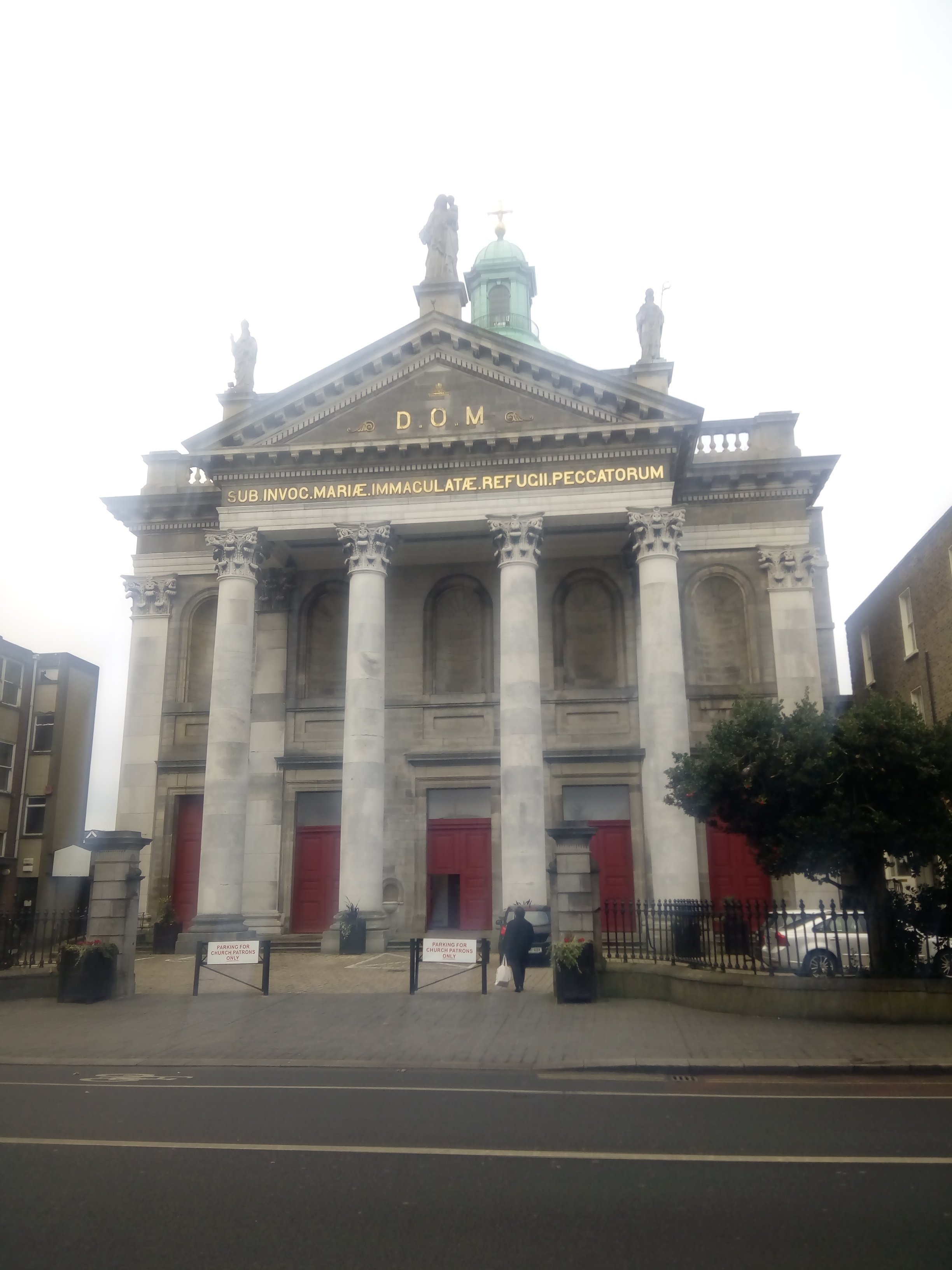

L'objectiu de la congregació és acollir, ajudar i protegir les dones dedicades al servei domèstic durant els períodes que són malaltes o no tenen feina, ajudant-les a cerca un nou lloc de feina i posant-les en contacte amb famílies de provada honradesa. Les germanes també mantenen residències per a joves universitàries i treballadores, i escoles de formació per a treballadores amb horaris nocturns i en dies festius, per permetre que puguin millorar la seva formació i les possibilitats de trobar millors feines.
La congregació és present a Europa (Espanya, França, Itàlia, Portugal, Regne Unit) en Amèrica (Argentina, Brasil, Colòmbia, Cuba, Equador, Estats Units, Mèxic, Paraguai, Perú, Uruguai, Veneçuela, Xile), en Àsia (Índia, Filipines) i en Àfrica (Burkina Faso, Mali).
Al final de 2005 comptava amb 1.367 religioses, a 130 comunitats.